# 田窪站
田窪站（日语：／ Tanokubo eki */?）是位於日本愛媛縣東溫市的鐵路車站，隸屬於伊予鐵道（伊予鐵），現時為委託有人站，車站編號為IY21。
現時的田窪站，嚴格來說乃第二代車站，因為開業前，鄰站牛渕站一直都稱作「田窪站」，直至本站開業前兩個月才被換名。

## 車站結構
與福音寺站及牛淵團地前站相同，皆採用簡易車站模式營運，站務亭附設於月台末端向牛淵站方向。車站出入口採用無障礙斜道設計，並設有自動售票機、及裝有IC咭感應器的閘口。

### 月台配置
由於本站並不需要進行列車交換，只設有側式月台1座，有效長度為4輛。和鄰站相同，設施都集中於站務亭方向，包括約1輛長的月台上蓋、候車座椅、自助售賣機等，簡易洗手間也附設於站務亭旁。列車靠站時，下行往橫河原為右側上落；上行往松山市則為左側上落。
| 路線      | 方向 | 目的地                        |
| --------- | ---- | ----------------------------- |
| ■横河原線 | 下行 | 横河原方向                    |
| ■横河原線 | 上行 | 松山市、直通■高濱線往高濱方向 |

## 歷史
- 1967年1月1日：開業。
- 2025年3月18日：伊予鐵內所有郊外鐵道線均可使用ICOCA及全國交通系IC卡[2][3][4]。

## 相鄰車站
伊予鐵道
■ 橫河原線
牛淵（IY20）－田窪（IY21）－見奈良（IY22）

## 外部連結
- 伊予鐵道田窪站公式網頁。 （页面存档备份，存于）